# Лиутсвинд
Лиутсвинд или Лиутсвинда (на немски: Liutswind, Liutwind, Liutswinda, † пр. 891) е от 850 г. любовница на Карломан (Карлман) (830 – 880), бъдещият крал на Бавария от 876 г. и Италия от 877 г. от династията на Каролингите. Тя е майка на император Арнулф Каринтийски.
Тя произлиза вероятно от рода на Луитполдингите. Карломан е най-възрастният син на Лудвиг II Немски, краля на Източно-франкското кралство. Лиутсвинда получава от Карломан чифлика Ердинг, който Арнулф подарява на 9 март 891 г. на църквата в Залцбург и тя е спомената в документа.